# ستيفن هيلر (صحفي)
ستيفن هيلر (بالإنجليزية: Steven Heller)‏ هو مؤرخ الفن ومؤرخ ومصمم جرافيك وصحفي أمريكي، ولد في 7 يوليو 1950 في نيويورك في الولايات المتحدة.

## وصلات خارجية
- الموقع الرسمي
- ستيفن هيلر على موقع IMDb (الإنجليزية)